# Prunus pumila
Espèce
Classification phylogénétique
Prunus pumila, le cerisier des sables, est une espèce de plantes à fleurs de la famille des Rosaceae. C'est un arbuste que l'on le trouve sur la côte Est de l'Amérique du Nord.

## Variétés
- Prunus pumila var. besseyi